# 北洋水師水兵墓
北洋水師水兵墓是位於英國東北纽卡斯尔市聖約翰墓園的華人墓地，安葬的是中國清政府派遣到英國接收四艘巡洋艦，因病而故於異鄉的五名北洋水師水兵。
這處墳墓由交易記錄猜測，可能是大清駐英國使館的官員買下，今被中华人民共和国政府繼承，是中國政府少有在海外的文化遺跡。

## 歷史
1875年，慈禧太后諭令北洋大臣李鴻章創設北洋水師；1875年至1880年期间，李鴻章通過海關總稅務司赫德向英國阿姆斯特朗造船廠（文献旧译“阿摩士庄厂”）訂製炮舰、巡洋舰等新式海軍船艦。
1880年代，清政府派遣北洋水師官兵到英國接收致遠、靖遠、超勇和揚威巡洋艦，其中五名水兵袁培福、顧世忠、陳受富、陳成魁、連金源因長途勞頓、水土不服，而病故於異鄉，安葬於纽卡斯尔市埃尔斯维克的聖約翰墓園。
1881年，袁培福和顧世忠兩人逝世，分開安葬在墓園的不同位置；1887年，連金源、陳成魁和陳受富三人逝世，並排安葬在同個區域。辛亥革命前夕，清末海將程璧光到英國參加英王喬治五世加冕典禮，曾前往弔唁並重修墓碑。
清廷代表團隨行文案池仲祐《西行日記》記載，1881年離開英國時，曾委託意膩和瑪其梨姐妹（和譯音）照護袁顧兩人的墓地，栽種花朵。 多年以後，這些墓碑已經開始碎裂缺失；1887年並排建設的三座墓碑，也因年久失修而倒塌在地。
根據紐卡斯爾市出示的證明文件，並排一起的三塊墓地是於1887年以15塊英鎊成交，在當時相等於半棟別墅的價值，推測是由清政府駐英國使館的官員買下，因此表明墓地屬於中國政府的所有財產。
2016年12月至2017年6月，中國國家文物局委託中國文物保護基金會修繕此處墳墓，這項修繕項目也是該基金會首個在海外進行公募的項目，目標募集41萬－46萬元人民幣支付修復工程。
2019年6月14日，修繕工程竣工，中國駐英國大使館公使馬輝、泰恩威爾郡副郡長安·克勞斯頓、纽卡斯尔市議員特雷莎·卡爾內斯、負責工程記錄和監督工作的英國北部華人企業家協會會長戚勇強、以及中國威海市及福州市等相關部門代表，在竣工儀式向五名水兵獻上花圈。

## 墳墓規格與修繕
聖約翰墓園是屬於英格蘭歷史文化遺產保護體系的二級註冊園林和公園，對墓園建築的修繕工作，須符合英國遺產保護的規定和程序，遵循「最低限度干預」與「使用恰當的保護技術」原則。
五座墳墓的規格一致，由墓碑和墓地組成。墓碑分為碑身、基座和基礎三個部分，碑身的背面是灰色砂岩、正面鑲嵌黑色花崗岩，墓碑以漢字刻上銘文和日期。墓地位於墓碑的前方，其中兩個墓地分開在不同的位置，各長9英尺、寬4英尺；另外三個並排合在一起，共長9英尺、寬12英尺，五座墳墓合計佔地180平方英尺（大約16.7平方米）。

## 水兵名錄
五名逝世水兵的名字是：
1. 袁培福，山東登州府榮成縣人，碑銘「大清故勇山東登州府榮成縣袁培福之墓、光緒七年歲次辛巳四月二十六日立、宣統三年歲次辛亥閏六月吉日重修」
2. 顧世忠，安徽廬州府廬江縣人，碑銘「大清故勇安徽廬州府廬江縣顧世忠之墓、光緒七年歲次辛巳四月二十八日立、宣統三年歲次辛亥閏六月吉日重修」
3. 連金源，福建福州府閩縣人，碑銘「大清故勇福建福州府閩縣連金源之墓、光緒十三年歲次丁亥閏四月十四立、宣統三年歲次辛亥閏六月吉日重修」
4. 陳成魁，福建福州府閩縣人，碑銘「大清故勇福建福州府閩縣陳成魁之墓、光緒十三年歲次丁亥閏四月十八立、宣統三年歲次辛亥閏六月吉日重修」
5. 陳受富，福建福州府侯官縣人，碑銘「大清故勇福建福州府侯官縣陳受富之墓、光緒十三年歲次丁亥閏四月十五立、宣統三年歲次辛亥閏六月吉日重修」

## 書目
- 池仲祐，字滋鏗（1861年－？）《西行日記》走向世界叢書. 岳麓書社. ISBN 9787553805313
- Ken Smith; Richard E. Keys. . Newcastle Libraries and Information Service. 1996. ISBN 9781857950373.

## 外部連結
- Chinese Funerals at Newcastle in The Glasgow Herald, 10 Jun 1887